# Pirada
Pirada är en ort i Guinea-Bissau. Den ligger i Gabúregionen, nära gränsen mot Senegal i den nordöstra delen av landet, 180 km nordost om huvudstaden Bissau. Folkmängden uppgår till cirka 2 500 invånare.

## Geografi
Pirada ligger 50 meter över havet. Terrängen runt Pirada är platt. Runt Pirada är det ganska glesbefolkat, med 28 invånare per kvadratkilometer. Omgivningarna runt Pirada är huvudsakligen savann.

## Klimat
Savannklimat råder i trakten. Årsmedeltemperaturen i trakten är 24 °C. Den varmaste månaden är april, då medeltemperaturen är 32 °C, och den kallaste är augusti, med 20 °C. Genomsnittlig årsnederbörd är 1 287 millimeter. Den regnigaste månaden är september, med i genomsnitt 384 mm nederbörd, och den torraste är januari, med 1 mm nederbörd.